# Bootsektor
Ein Bootsektor ist normalerweise der erste Sektor eines startfähigen Mediums. Er enthält Informationen oder ein Programm, das zum Starten eines Betriebssystems notwendig ist, oder ist selbst das Betriebssystem. Es können auch noch weitere anschließende Sektoren (Datenblöcke) involviert sein.

## Verwendung des Begriffs
Der Begriff Bootsektor (englisch boot sector oder bootsector) beschreibt meist ein Startprogramm, welches auf den verbreitetsten Rechnerarchitekturen zu Beginn der Ära der Personal Computer zum Starten des eigentlichen Betriebssystems verwendet wurde. Dabei wird ein kleines Programm ausgeführt, welches dazu dienen soll, den Kernel zu starten. Aufgrund der schnellen Weiterentwicklung im Bereich der Betriebssysteme stieß dieses Prinzip jedoch schnell an seine Grenzen. Während IBM-PCs das Konzept durch eine mehr oder weniger lange Verkettung von Bootloadern erweiterten (Chainloader-Prinzip), um neue Funktionen zu integrieren, wurde u. a. bei Macintosh-Rechnern von Apple die Firmware weiterentwickelt, sodass sie die relevanten Informationen zum Starten des Betriebssystems aus dem Bootsektor liest und die Treiber bzw. den Kernel direkt lädt.
Auf so gut wie allen externen Speichermedien, die PC- bzw. Windows-kompatibel sind, befindet sich ein “Master Boot Record” (MBR) im Bootsektor. Die darin enthaltene Partitionstabelle wird von allen gängigen Betriebssystemen unterstützt, was einen Zugriff auf die einzelnen Partitionen ermöglicht. Genau genommen müssen aber auch z. B. Autoradios oder MP3-Player, die Audiodateien von z. B. einem USB-Stick abspielen können, mit der Partitionstabelle, die sich beim MBR im Bootsektor befindet, umgehen können, jedoch lesen diese Geräte aus dem Bootsektor nur die enthaltene Partitionstabelle, nicht ein eventuell auch enthaltenes Startprogramm (englisch Boot Code).
Seit der Ablösung des BIOS durch UEFI wird der Bootsektor auch im Bereich der x86-Architektur (IA-32 und x64) nicht mehr direkt zum Starten des Betriebssystems genutzt, obwohl er aus Gründen der Kompatibilität auch heute noch eine Partitionstabelle des Typs MBR enthält (siehe “protective MBR”), welche aber nicht mehr genutzt wird.

## Gebräuchliche Bootsektoren
IBM-PC-kompatibler Computer (x86):
- Master Boot Record, der erste Sektor auf der Festplatte oder anderen partitionierten Datenträgern
- Volume Boot Record, auch Partition Boot Record genannt, ab dem ersten Sektor auf der Partition (bei nicht partitionierten Datenträgern wie Disketten der einzige Bootsektor)

Apple Macintosh (m68k und PowerPC):
- Boot Block (hauptsächlich auf Disketten)
- Driver Descriptor Map

Amiga (m68k und PowerPC):
- Rigid Disk Block (RDB)